# WWF WrestleMania (jogo eletrônico de 1991)
WWF Wrestlemania é um jogo desenvolvido pela Twilight e publicado pela Ocean Software em 1991 para os computadores Amiga, Amstrad CPC, Atari ST, Commodore 64, ZX Spectrum, e DOS. Foi o primeiro jogo da WWF licenciado e disponível para esses computadores que se encontravam ainda dominantes na Europa. Ele foi sucedido na maioria destes computadores pelo WWF European Rampage Tour.
Visualmente, o jogo assemelha-se aos astros do jogo de arcade do WWF, e jogabilidade parecida.

## Jogabilidade
O jogador pode escolher entre Hulk Hogan, The Ultimate Warrior, ou British Bulldog e deve derrotar cinco adversários para se tornar o campeão da WWF. Os adversários são, pela ordem Mr. Perfect, The Warlord, "Million Dollar Man" Ted DiBiase, The Mountie e Sgt. Slaughter. Antes de cada partida, o adversário irá zombar o lutador do jogador com um comentário, e o jogador será então capaz de escolher entre várias respostas.
Cada lutador é capaz de executar socos e chutes básicos, bem como uma série de movimentos mais avançados, como dropkick, clothesline, e uma manobra que é feita por "balançar o joystick". Além disso, há uma cadeira fora do ringue que pode ser usado como uma arma. As lutas têm um limite de tempo de cinco minutos, e se a luta terminar com um empate ou count-out o jogador perde a partida. O jogador tem um total de quatro créditos.
O jogo também apresenta um modo de prática em que o jogador enfrenta um adversário de bruços. Um segundo jogador também pode controlar um lutador, mas ele sempre será o Mr. Perfect.